# Carmen Martínez Aguayo
Carmen Martínez Aguayo (prononcé en espagnol : [ˈkaɾmɛ̃m maɾˈtinɛθ aˈɣwaʝo]) est une femme politique espagnole née le 22 mars 1953 à Madrid. Elle est membre du Parti socialiste ouvrier espagnol (PSOE).

## Biographie

### Vie privée
Carmen Martínez Aguayo naît le 22 mars 1953 à Madrid. Elle est issue d'une fratrie de cinq enfants. Son père meurt assez jeune et elle se trouve élevée par sa mère, d'origine modeste et qui deviendra aide-soignante.

### Vie professionnelle
Carmen Martínez Aguayo est titulaire d'une licence en médecine et chirurgie, spécialisée en médecine familiale et communautaire. Elle effectue deux internats, à Madrid puis Valence. Elle est également diplômée en puériculture et en administration de la santé,. 
Elle participe en 1991 à la rédaction du « rapport Abril », coordonné par l'ancien ministre Fernando Abril Martorell et procédant à un audit du système de santé publique, mais qui ne sera jamais appliqué. En 1993, elle est nommée sous-directrice générale de l'Attention spécialisée de l'Institut national de la santé (INSALUD). Elle est promue directrice générale de l'Institut l'année suivante et le reste jusqu'en 1996.
Cette année-là, elle est désignée directrice générale du Service andalou de santé (SAS). En 2000, elle devient présidente de la fondation Progrès et Santé, rattachée au département de la Santé de la Junte d'Andalousie.

### Vie politique
En 2004, Carmen Martínez Aguayo est désigné vice-conseillère du département de l'Économie et des Finances, dirigée par José Antonio Griñán et exerce cette responsabilité pendant cinq ans.
Le 23 avril 2009, elle est nommée conseillère à l'Économie et aux Finances alors que José Antonio Griñán devient président de la Junte d'Andalousie. Après les élections du 25 mars 2012, au cours desquelles elle est élue députée de Séville au Parlement d'Andalousie, elle devient conseillère aux Finances et aux Administrations publiques.
Lorsque Susana Díaz prend la succession de José Antonio Griñán en septembre 2013, Carmen Martínez Aguayo est remplacée par la conseillère à la Santé sortante, María Jesús Montero.

### Condamnation dans l'affaire ERE
Carmen Martínez Aguayo est condamnée le 19 novembre 2019 à six ans de prison et quinze ans d'interdiction d'exercice de toute fonction publique par l'audience provinciale de Séville pour détournement de fonds publics et prévarication dans le cadre de l'affaire « ERE », une affaire de fraudes aux aides publiques — attribuées irrégulièrement — aux entreprises procédant à un plan de sauvegarde de l'emploi. Elle avait affirmé devant les tribunaux ne pas avoir été informée par le contrôleur général de la Junte d'Andalousie de l'irrégularité administrative et comptable des subventions concernées. Le 26 juillet 2022, sa peine est confirmée en appel par le Tribunal suprême.
Elle se présente le 28 décembre suivant à la prison des femmes d'Alcalá de Guadaíra, dans la banlieue de Séville, afin d'être placée sous écrou. Elle disposait d'un délai de dix jours, accordé le 22 décembre par la cour provinciale, pour se rendre volontairement à l'établissement carcéral. Du fait de la réécriture du Code pénal concernant le délit de détournement de fonds publics, votée par les Cortes Generales au moment de son incarcération, elle dépose au mois de février 2023 une demande de réexamen de sa condamnation pour obtenir son acquittement sur ce point, ce qui lui permettrait de sortir de prison puisque seule resterait la peine d'interdiction de fonction publique liée au délit de prévarication. Sa requête en révision est rejetée le 14 décembre suivant par le Tribunal suprême, qui suit l'avis du ministère public.
Elle se voit accorder le 10 juin 2024 un régime de semi-liberté après 18 mois de détention. Elle est autorisée à passer ses journées en extérieur, mais doit dormir chaque nuit au centre d'insertion sociale de Séville. Deux semaines plus tard, la presse espagnole indique que le Tribunal constitutionnel prévoit d'accueillir favorablement son recours en garantie des droits fondamentaux contre sa condamnation du chef de « détournement de fonds publics ». Le 3 juillet suivant, le Tribunal constitutionnel fait effectivement droit à son recours et annule sa condamnation pour détournement de fonds, aussi l'audience provinciale de Séville ordonne sa remise en liberté dès le lendemain.